# Naturschutzgebiet Hausener Talhänge
Das Naturschutzgebiet Hausener Talhänge ist ein Naturschutzgebiet im Naturraum Hesselbacher Waldland  (Schweinfurter Rhön) im Landkreis Schweinfurt.

## Geschichte
Das Gebiet wurde 2002 unter Schutz gestellt.

## Geografie und Geologie
Unter Schutz stehen etwa 146 Hektar südlich eines aufgelassenen Kalksteinbruches. Das Gebiet gliedert sich in zwei getrennte Bereiche mit verschiedensten Landschafts- und Vegetationsformen wie Halbtrockenrasen mit Gebüschzonen und saumreichen Waldabschnitten entlang des Grundwiesentalbachs sowie entlang des Wollenbachs zwischen Hausen und dem ehemaligen Steinbruch.
Als Schutzzweck gilt die Erhaltung und Entwicklung der Halbtrockenrasen mit ihrer kleinflächigen Durchdringung mit Hecken, Feldgehölzen und kleinen Laubwaldbeständen sowie die Sicherung von seltenen und landschaftstypischen land- und gewässerbewohnenden Pflanzen- und Tierarten.

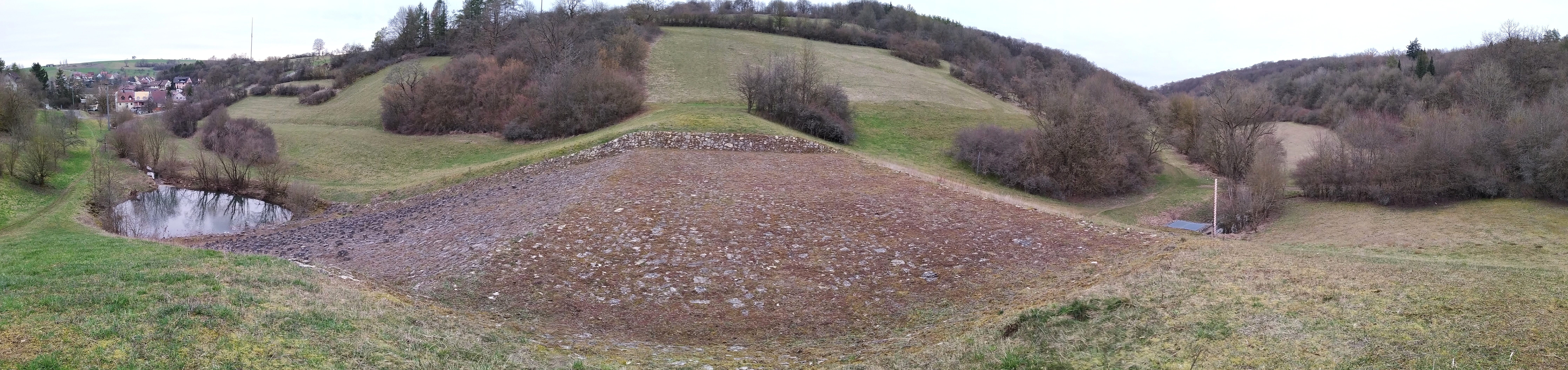
Das Naturschutzgebiet entlang des Wollenbachs. Vorne der Hochwasserrückhaltedamm für Hausen (links)

## Flora und Fauna
Auf den nährstoffarmen Halbtrockenrasen gedeiht eine sehr artenreiche Pflanzengemeinschaft mit Bergklee, Gewöhnlichem Kreuzblümchen, Sonnenröschen, Ackerwachtelweizen, Karthäusernelke und Helm- und Purpur-Knabenkraut. Das Gebiet bietet Lebensraum für viele Heckenvögel wie Heckenbraunelle, Gartengrasmücke, Nachtigall, Neuntöter, Wendehals und viele weitere.